# ザ・サード バースデイ
『The 3rd Birthday』（ザ・サード バースデイ）は、2010年12月22日にスクウェア・エニックスより発売されたPlayStation Portable用ゲームソフト。略称は『T3B』。

## 概要
『パラサイト・イヴ』、『パラサイト・イヴ2』の流れを汲み「アヤ・ブレア」を主人公としたゲームの3作目。前2作で重要な役割を果たしたミトコンドリアの反乱は登場せず、新たな物語となっている。ゲームジャンルは「アクションRPG」とされているが、従来のシリーズ作に比べるとアクションシューティング的な要素が強く、「オーバーダイブ」という他のキャラクターに乗り移って戦うシステムが搭載されるなど、システム面も一新されている。前作までのユーザーだけでなく、新規のユーザーにも遊んでもらいたいとの考えから完全新規のタイトルとして制作された。また、今作からキャラクターに対して本格的に声優を起用している。
テーマは「時間」。2013年の絶望的な状況から過去の人間の肉体に「オーバーダイブ」することで、歴史を変えて行くのが目的となっている。連続サスペンスドラマのように1ミッションは1～2時間ほどで終了し、次の話に続くように展開する。
主人公のアヤ・ブレアは装備を変えることで「コスチュームチェンジ」を行うことができ、その中には『ファイナルファンタジーXIII』の主人公であるライトニングと同じコスチュームが存在する。
UMD版とPlayStation Storeで販売されるダウンロード版の2種類が発売された。UMD版には初回生産限定特典として2011年3月3日発売の『ディシディア デュオデシム ファイナルファンタジー』の登場キャラクターの一人であるライトニングがアヤ・ブレアと同じコスチュームを使用可能になるプロダクトコードカードと、2011年2月25日発売の『ファイナルファンタジー・トレーディングカードゲーム』のプロモーションカード「アヤ・ブレア」が同梱された。

## 製作の経緯
2007年5月12日に開催された「スクウェア・エニックスパーティー2007」で、製作発表がなされた。当初はNTTドコモの携帯電話端末であるFOMAで配信予定とされていたが、2008年8月2日に開催された「DKΣ3713」にてPlayStation Portableでの発売に変更になったと発表された。
もともと続編を作ろうという企画は前から上がっていたが、『クライシス コア ファイナルファンタジーVII』の完成が直前に迫った時点で本格的に開発企画があがったという。このシリーズで売り上げが伸びれば、続編を据え置き型のゲーム機で展開していく可能性もあると発言している。

## ストーリー
ミトコンドリアの反乱に端を発した1997年12月のマンハッタン島封鎖事件、2000年9月のN.M.C.（ネオ・ミトコンドリア・クリーチャー）事件はアヤ・ブレアの活躍によって幕を閉じた。
それから10年の時が流れた2010年12月24日、新たな異形の存在がニューヨークに出現した。捻れた外見からツイステッドと呼ばれたその奇妙な生物は人間を捕食し、爆発的な繁殖力を持っている。ニューヨークはツイステッドの巣「バベル」が出現したことにより壊滅状態となった。アメリカ合衆国政府は対ツイステッド対策チーム（Counter Twisted Investigation/略称CTI）を組織した。CTIは過去を変えることで、現在を変えるという「オーバーダイブ・システム」と呼ばれる新たな装置を開発し、ツイステッドに対抗しようとする。アヤは過去の記憶を失っていた所をCTIに保護され、唯一のオーバーダイブシステムの適合者となった。
悪夢のバベル出現から3年が過ぎた2013年12月24日。アヤ・ブレアのオーバーダイブによるツイステッドとの戦いが始まる。

## 登場キャラクター

### CTI (Counter Twisted Investigation)
アヤ・ブレア（Aya Brea）
声：坂本真綾
主人公。日系のハーフブロンドの女性。ニューヨーク市警、FBIのMIST（ミトコンドリア調査・鎮圧班）を経て、現在はCTIという組織に所属している。自分が持つ特殊な能力により、唯一のオーバーダイブ適合者となった。また、現年齢は39歳だが、その能力故に未だに20歳前後の肉体を保っており、少女の弱さと大人の女性の強さを兼ね備えている。過去10年間の記憶を失っている。戦い慣れているわけではなく唯一のオーバーダイブ適応者のためツイステッド掃討任務を負うこととなる。
ある事件をきっかけに心を閉ざしており、失った過去を取り戻したいと強く願っている。そんな思いから彼女は、仲間のために戦うという意識ではなく、CTIの一部で、戦場にしか自分の居場所がないという苦悩を抱きながら戦いへと赴く。傷つき、恐怖し、足をすくませながらも、「行け」と命じられて立ち向かい、勇気を振り絞り必死に戦うひたむきさを持つ。
ハイド・ボーア（Hyde Borh）
声：谷口節
CTIオーバーダイヴ捜査班・主任。操作技術面でのプロフェッショナルで、戦場へ赴いた仲間たちを気遣いながら、的確に導く。仲間たちからの信頼は厚いが、冷静沈着で完璧主義者なため誤解されやすい。
セロニアス・クレイ（Thelonious Cray）
声：江川央生
CTIの特別捜査官。オーバーダイヴ捜査班所属。デルタフォースに所属していた経歴を持ち、数々の特殊作戦の功労者。CIT結成時に戦術指導のプロとして招集された、戦術面のスペシャリスト。捜査のほか、アヤの訓練教官も担当する。
ガブリエル・モンシーニ（Gabriel Monsigny）
声：甲斐田裕子
CTI特別捜査官。オーバーダイヴ捜査班所属。アヤのサポート役として、戦況を有利にするため、非オーバーダイヴ任務で実働部隊として動くことが多い。スナイパーとしての腕に優れ、アヤの遠距離戦の教官も務める。詩的な表現を好む。
カリュード・「ボス」・オーウェン（Karud "Boss" Owen）
声：横島亘
CTI捜査本部を統率する人物で、通称「ボス」。ゆくゆくはFBIのトップを嘱望されるエリートコースを歩んでいたが、ツイステッド出現後、CTI局長に出向の形で就任した。
ブランク（Blank）
声：木村良平
CTI特認研究員。オーバーダイヴ捜査班の主幹技師。CTIのコンピューター担当の楽天的な若者。「からっぽ」の意味を持つハンドルネームを使用しており、「Dr.ブランク」と呼ばれることもある。素性は謎に包まれている。CTIとしての経歴は浅い。
他のメンバーはタイムゼロに居合わせていたが、彼のみ現場に居合わせていなかった。

### その他のキャラクター
イヴ・ブレア（Eve Brea）
声：岡本玲
アヤの妹で、現在は行方不明となっている。正式な血縁関係はないが、家族同然に暮らしていた。アヤと同じく年を取っていない。事件との関わりなど、詳細は不明。ツイステッド出現以降行方不明となっている。ハイドは「クイーン」、カイルは「お姫様」と彼女を呼んでいる。
カイル・マディガン（Kyle Madigan）
声：山寺宏一
2000年の「ドライフィールド事件」の後、アヤ、イヴと家族同様に暮らしていた。ツイステッド出現以降イヴと共に姿を消した。
前田 邦彦（まえだ くにひこ / Kunihiro Maeda）
声：平田広明
日本から来た天才サイエンティスト。相変わらず身なりを気にする様子はない。
1997年に起きたマンハッタン島封鎖事件の際、ミトコンドリア専門の研究員としてアヤのサポートを行った。「アヤさんアンテナ」が反応し、再度ニューヨークにて単独で研究を進めていた。
メールで使用しているコードネーム（ハンドルネーム）は「おくびょうライオン」。
エミリー・ジェファーソン（Emily Jefferson）
声：高平成美
“サクリファイス事件”にオーバーダイヴ捜査途中で、アヤの前に姿を見せる謎の少女。言動からDr.ブランク以外のCTIメンバーと面識があるらしい。
イギリス金融財閥の長である大富豪の娘。

## ゲームシステム
オーバーダイブ (Overdive)
相手の意識を乗っ取り、思い通りに動かせるアヤの新たな特殊能力。ゲーム中は、NPCにいつでも何度でも使える。ダイブすると相手NPCの位置に瞬間的に移動し、その人物を操って行動することができる。HPが尽き、ゲームオーバーになる直前までに、近くにいる兵士にオーバーダイブして危機を乗り越える、通称「乗り捨て」も可能である。なお、NPCの外見はアヤに変化するが、これはゲーム的にわかりやすく表現したものであり、実際には兵士が戦っており、アヤは意識だけが入っている状態になっている。
このオーバーダイブは物語にも大きく関わっており、アヤだけが使える、「ツイステッド」という謎のモンスターを倒すための切り札として登場する。アヤ自身はCTI本部内のある装置に座り、そこから意識だけを飛ばして各戦場へ向かうこととなる。鳥山求いわく、上記のドラマのような展開から、リアルタイムで進行する時系列をさらに複雑化させ進化させるためのシステムといわれており、時間を逆行させるなどすることも可能のようだ。
武器
主人公のアヤは銃火器を使用して攻撃する。連射ができない単発のハンドガンの他、連射が可能なアサルトライフル、敵を竦ませる効果のあるショットガン、敵の弱点が見えるスナイパーライフル,一発の攻撃力が高く放射線を描いて飛ぶグレネードランチャー,ゲームをクリアしていくことで購入が可能になるスペシャルウェポンなどが存在する。戦闘中には4種類の武器を切り替えて戦うことができる。未所持の武器を装備している兵士にオーバーダイブすることで新たな武器が購入可能になる。また、銃器はカスタマイズパーツを取り付けることで性能を向上させることができる。
防具
アヤは着る服によって防御力が変化する。初期装備のブラックレザーの他、ビジネススーツ、ナイトアーマー、エプロンドレス、サンタソルジャー、ライトニングカスタムなど10種類ほどのコスチュームが存在する。アヤがダメージを受けダウンすると服が破れ、それに伴い防御力も低下する。防具の破損はロッカールームなどで修復することが可能。

## シナリオ
Episode 0 Sacrifice エピソード0 - 原罪 -
Episode 1 A Brave New World エピソード1 - 新世界 -
Episode 2 The Lost Soul エピソード2 - 時の迷子 -
Episode 3 Against the World エピソード3 - 世界の敵 -
Episode 4 The Moment of Truth エピソード4 - 真実 -
Episode 5 The Counterattack エピソード5 - 反撃 -
The Last Episode Eternity ラストエピソード - 永遠 -

## 登場する敵勢力

### ツイステッド (Twisted)
今作の敵であり、時間の歪みから生まれた謎の生物。遥か未来で突如発生した未知の生物であり、爆発的な繁殖を続けた後、その時代の人類全てを食い尽くすと、時間を逆走し始めるという習性をもつ。その繰り返しの果て、ついにアヤたちの時代に到達する。「ツイステッド」という呼称は外見の特徴である『捻じれ』からつけられた。ニューヨーク市に突如「バベル」と呼ばれる巣を出現させ、その場所を本拠地に餌を求めて行動を開始する。彼らに攻撃されると、全身に激痛が走り血が噴き出し、壮絶に死んでしまう。血しぶきや、周りの空間なども捻れてしまうという特徴があり、絶望的な戦力を持ちながらも、動き、行動、間合いも想像の範疇を超えている異質な存在である。
その正体はアヤの精神が時空の狭間に散らばり生まれた存在。

### ツイステッドの一覧
スラッカー (Slacker)
不完全ツイステッド。ツイステッドとなる過程で障害が生じ、他のツイステッドのように完全変態できなかった。大量出現し､数の暴力という点で脅威。高所から落ちてくるなど、その神出鬼没さも脅威の一つ。
名前の意味は「だらしないもの」。
ワッド (Wad)
ハリの無いハリセンボンのようなツイステッド。移動時は収縮し、高速で移動し、攻撃時は風船の様に膨らみ､水泡のような弾を撃ってくる。スラッカー同様様々な場所に現れ、また移動時にバリケードの背後をとってくることもあるためかなり厄介。収縮時に不意に近づくと吸血をしてくる時がある。
名前の意味は「塊」。
スティンカー (Stinker)
ハチのようなツイステッド。ワッドとは違い一度に大量に出現し、空中から針のような弾を撃ってくる。スナイパー時に赤い体色をしたスティンカーを「ベーススティカー」と呼び、この個体を倒せば周囲の他のスティンカーが全滅する。また、一部は毒を生成する個体も存在し､真上にいると毒霧でジワジワとライフを奪っていく。
名前の意味は「非常にタチの悪いもの」。
スナッチ (Snatch)
四本足のクモのような容姿をしたツイステッド。いつもは天井に吊り下がり、獲物を見つけると即座に攻撃してくる。着弾と同時に対象を切り裂く弾を撃ったり、地面にわざと撃ち、一定時間が経過するとウニのように針が周囲に生える弾を撃つときがある。ワームホールのある地点だと地面に降り立ち、獲物をとらえてワームホールに連れ込もうとする。
名前の意味は「誘拐者」。
ビーン (Bean)
四本足の醜い花のようなツイステッド。酸の塊のような緑色の砲弾を撃ってくる。その場に佇み攻撃する個体と、ワープによって突然死角を襲ってくる個体がある。何か他の個体と出現することが多く、援護射撃のような役割にいる。
名前の意味は「豆」。
ローラー (Roller)
後述するリーパーに酷似しているツイステッドだが、強さも攻撃方法が一部違う。身体をくねらせてその反動で攻撃し、バリケードも容易く破る。体力が一定量減ると狂乱状態になり、攻撃が荒々しくなる他、回復能力が格段に上昇する。
名前の意味は「転がるもの」。
ローバー (Rover)
鋭い三本脚を持ち、電撃を操るツイステッド。身体の真上に現れるサーチライトで標的を捕え、その鋭い脚で串刺しにする。その破壊力は絶大。あるミッションにおいて大量に出現する。ディテクターを使役して獲物を探索し、発見次第本体を表す。複数現れるツイステッドの中で最大の体力を持つ。
名前の意味は「放浪者」。
ディテクター (Detector)
ローバーが探索状態にいるときにローバーに使役されるツイステッド。爆発系武器で撃破が可能だが、それをしたらローバーが姿を現す。
名前の意味は「探知機」。
ワーム (Worm)
顎が四つに裂けたワニのようなツイステッド。大型個体の「スポーン」、小型個体の「ラント」の二種が存在。強靭な体皮を持ち、口から溶岩弾を放ったり、その強烈な吸引力で獲物を捕食する。ラントは一定ダメージを受けると脱皮し、素早く強烈な攻撃を繰り出すようになる。
名前の意味は「蟲」。スポーンの意味は「卵」、ラントの意味は「チビ」。
マッドフラップ (Mudflap)
数体出現するツイステッドの中で最強のツイステッド。バベルのコアであるクイーンと同じ「人間をツイステッドにする」デセント能力を持つが、クイーンのように完全になれなかったためかスラッカーしか生み出せないが、そのスラッカーはODキル以外の方法で殺すことは不可能。デセントの他にもサイコキネシスで様々な攻撃を繰り出す。ODキル以外の方法で倒された場合、他人の体に憑依して一回蘇生するリプレライズ能力もある。
名前の意味は「泥でパタパタとはねるもの」。
ヘリックス (Helix)
作中に登場するツイステッドの中では最大のツイステッド。クラブ「サクリファイス」を襲撃し、多くの人間を捕食した。主な攻撃は頭部で行い、頭突きやホーミング機能を持つ弾丸を撃ってくる他、頭部を地面に思いっきり叩きつけ地震を発生させることもある。背中の渦巻き模様のコア以外は幾ら破壊されてもすぐに再生してしまう。高所からの攻撃又は壁によじ登るなどして背を見せた瞬間を狙うしかない。
名前の意味は「螺旋」。
リーパー (Reaper)
「死神」の名を持つ最強のツイステッド。紫と紅の体色をしたローラーに大鎌が付いたような容姿をしている。残酷で猟奇的で、獲物を見つけたら容赦なく虐殺する。その大鎌で凶悪な攻撃を繰り出し､又はその鎌で獲物を捕らえて異次元に連れ去ることもある。鎌などから血が滴り落ちる「殺戮状態」に陥ると攻撃の速度や威力が格段に上がる他、獲物の周りに次元の壁を作りその中で獲物を嬲り殺しにすることもある。ワームとは比較にならない恐ろしく硬い甲殻を持ち、ある武器以外での撃破は不可能。凶悪な甲殻に護られている間はいかなる武器もODキルもまるで役に立たない。
だが、リーパーのいる場所に複数の人物が点在している場合、攻撃中でなければリーパーはアヤがODしている人物のみを狙う。そのため、序盤で一人も殺されずにリーパーから逃げ切ることが可能。
クイーン (Queen)
バベルの内部に存在する「ビッグオーブ」の正体でありツイステッドの「女王」。外界にいるツイステッドが「捕食」「殺す」等して捕えた人間をデセントし、バベルのエネルギーとしている。このクイーンが倒されるとバベルは崩壊する。
そもそもバベルの内部は時空の狭間であり､全ての存在が不安定である。外界でツイステッドに殺された人間やバベルに取り込まれた車両等はバベル内部の果てない時空を漂うだけであり、その中で人間をデセントすることでバベルのエネルギーを生成している。そのため、クイーンを倒せるのは「生きている」状態でバベル内部にODできるアヤのみである。

### 高次種族(ハイ・ワンズ)
「タイム・ゼロ」において、抜け殻になったイヴの肉体が砕け散ってしまった。その際、イヴの身体から高エネルギーが発せられ、その現場に居合わせた人間たちはそのエネルギーによって変わってしまった種族。
敵対しているツイステッドとは違い、知的で理性もあるが、繁殖機能がない。ツイステッドとは敵対し、戦ってきたが劣勢に追い込まれている。
エミリー・ジェファーソン (Emily Jefferson)

ガブリエル・モンシーニ (Gabriel Monsigny)

セロニアス・クレイ (Thelonious Cray)

カイル・マディガン (Kyle Madigan)

ハイド・ボーア (Hyde Borh)
高次種族(ハイ・ワンズ)のリーダーで本作のラストボス。

## 主なスタッフ
- 田畑端 - ディレクター
- 野村哲也 - クリエイティブプロデューサー、コンセプトデザイナー、キャラクターデザイン
- 鳥山求 - シナリオ原案、シナリオディレクター
- とちぼり木 - シナリオライター
- 上国料勇 - アートディレクター
- 下村陽子、鈴木光人、関戸剛 - 音楽
- 北瀬佳範 - プロデューサー

## テーマソング
- 「Eyes On Me」Superfly（ワーナーミュージック・ジャパン）

作詞：越智志帆 作曲：多保孝一 編曲：蔦谷好位置
2010年12月15日発売。本作品のための書き下ろし楽曲である。

## 関連商品
CD
「ザ・サード バースデイ オリジナルサウンドトラック」
2010年12月22日、ゲームと同じ日に発売のオリジナルサウンドトラック。CD3枚組。